# Chonlanan Srikaew

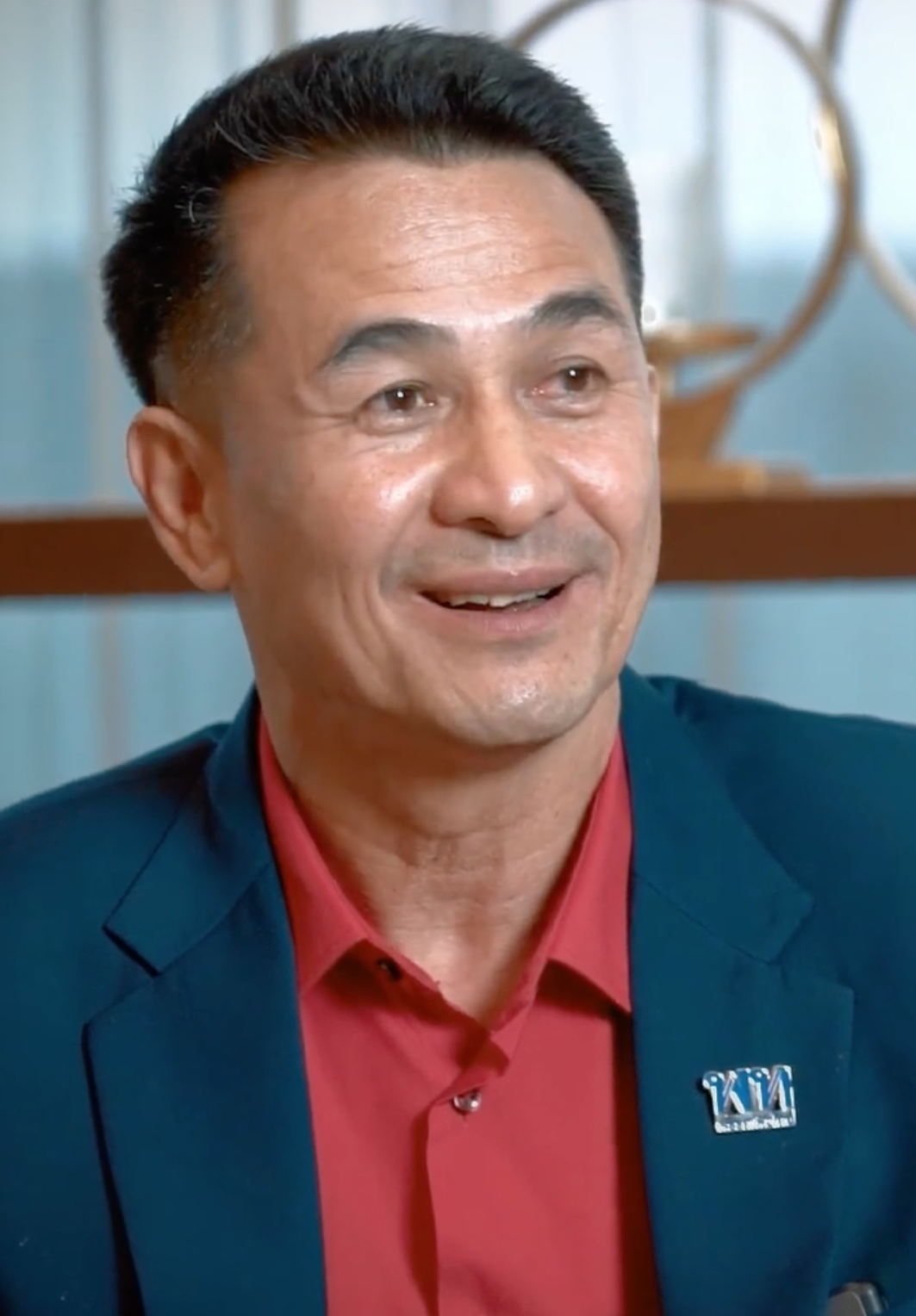
Chonlanan Srikaew (2023)

Chonlanan Srikaew (thailändisch ชลน่าน ศรีแก้ว, RTGS Sikaeo, ausgesprochen [t͡ɕʰonlanâːn sǐːkɛ̂w]; * 4. Juni 1961 in Nan im Norden von Thailand) ist ein thailändischer Arzt und Politiker. Seit September 2023 ist er Gesundheitsminister seines Landes. Zuvor war er von 2021 bis 2023 Vorsitzender der Pheu-Thai-Partei und Oppositionsführer im Repräsentantenhaus von Thailand.

## Leben
Chonlanan wurde am 4. Juni 1961 in der Gemeinde Lai Nan im Landkreis Wiang Sa in der Provinz Nan geboren. 1986 schloss er sein Medizinstudium an der Mahidol-Universität (Medizinische Fakultät Siriraj-Krankenhaus) in Bangkok ab. Später absolvierte er noch ein Masterstudium im Fach Öffentliche Verwaltung am National Institute of Development Administration (NIDA) in Bangkok, das er 1999 abschloss.
Nach seinem ersten Studium kehrte Chonlanan in seine Heimatprovinz zurück und arbeitete an staatlichen Krankenhäusern in der Provinz. Von 1995 bis 2000 war er Direktor des staatlichen Krankenhauses im Kreis Pua. 2001 wurde er in Repräsentantenhaus von Thailand gewählt.

## Politischer Werdegang
Chonlanan wurde erstmals 2001 als Abgeordneter der Provinz Nan in das Repräsentantenhaus von Thailand gewählt, damals für die Thai-Rak-Thai-Partei (TRT). Bei den Parlamentswahlen 2005, 2007, 2011 und 2019 wurde er jeweils als direkt gewählter Abgeordneter seines Wahlkreises bestätigt. Nach der Auflösung der TRT durch das Verfassungsgericht 2007 schloss er sich der Partei der Volksmacht (PPP) an. Als auch diese im Jahr darauf verboten wurde, wechselte er zur Pheu-Thai-Partei (PT). Vor seiner Nominierung zum Parteivorsitzenden der PT bekleidete Chonlanan keine Parteiämter und verlor deshalb bei den Verbotsverfahren nicht seine Wählbarkeit. Von Dezember 2008 bis September 2010 diente er als stellvertretender Sprecher der Pheu-Thai-Partei. Vom 27. Oktober 2012 bis zum Juni 2013 war Chonlanan stellvertretender Gesundheitsminister in der Regierung von Yingluck Shinawatra.
Seit dem 28. Oktober 2021 war er Vorsitzender der Pheu-Thai-Partei. Chonlanan gab an, dass er sich nie aktiv um den Posten beworben habe und dass ein unbekannter Delegierter ihn vorgeschlagen hätte. Er hätte erst kurz vor dem Parteitag in Khon Kaen im Oktober 2021 von seiner Nominierung erfahren. Er war der einzige Kandidat für den Posten, nachdem sein Vorgänger, der 80-jährige Sompong Amornvivat, seinen Rücktritt erklärt hatte. Als Vorsitzender der größten Oppositionspartei im thailändischen Repräsentantenhaus wurde er am 23. Dezember 2021 zum offiziellen Oppositionsführer ernannt.
Seine Partei wurde bei der Parlamentswahl 2023 zweitstärkste Kraft. Nachdem eine zunächst vereinbarte Koalition des pro-demokratischen Lagers unter Führung der Fortschrittspartei am Widerstand der vom Militär eingesetzten Senatoren gescheitert war, bildete die PT eine Koalition unter Einschluss der militärnahen Parteien, die Srettha Thavisin im August 2023 zum Ministerpräsidenten wählte. In dessen Kabinett übernahm Chonlanan Srikaew das Amt des Gesundheitsministers. Den Parteivorsitz der PT legte er zuvor nieder.